# Savonius-windturbine

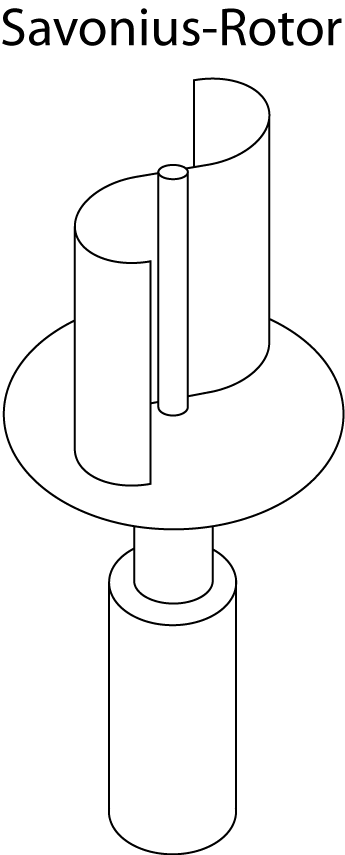
Een Savonius-windturbine met twee schoepen.

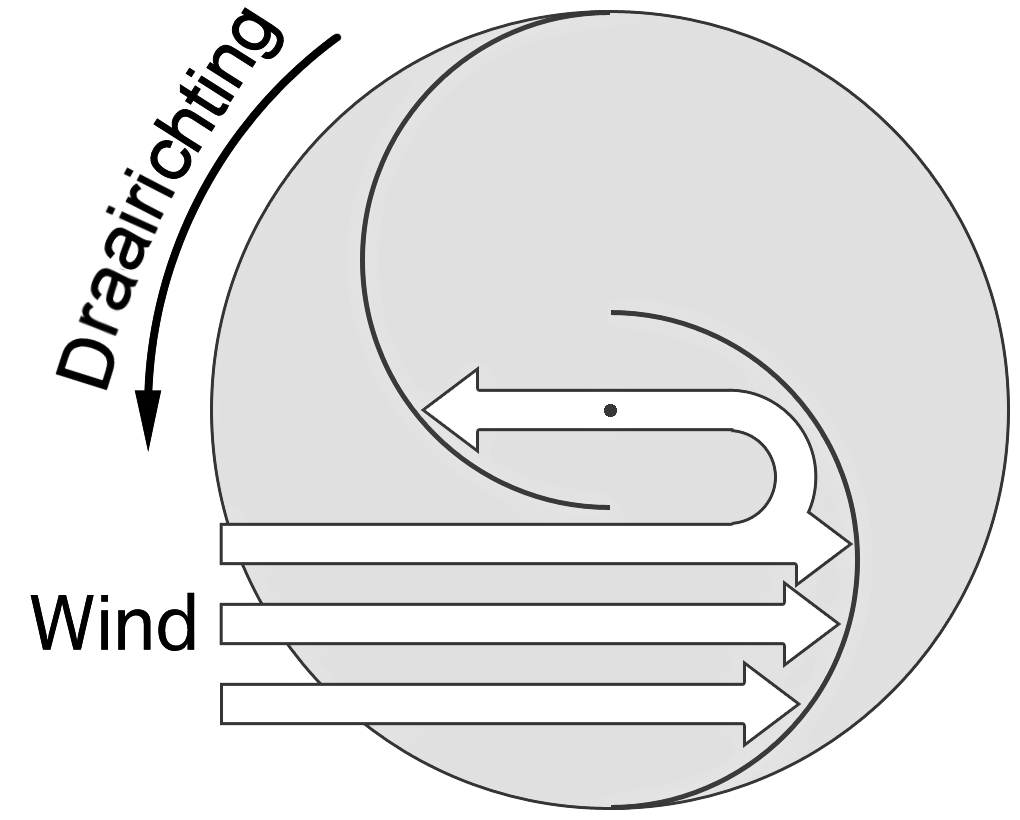
Principe van de Savonius-rotor.

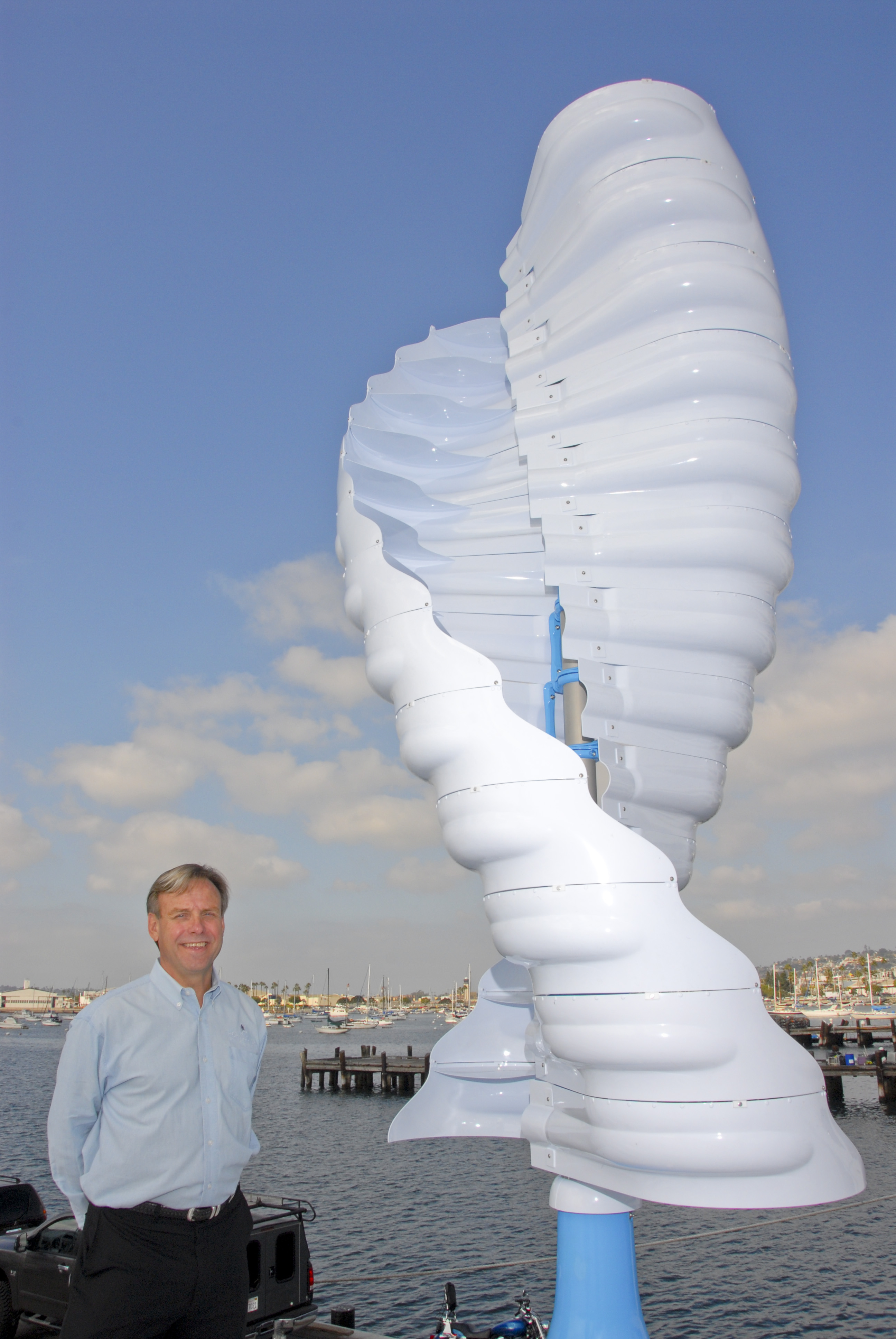
De “Windwokkel”, een helixvormige variant van de Savonius-turbine.

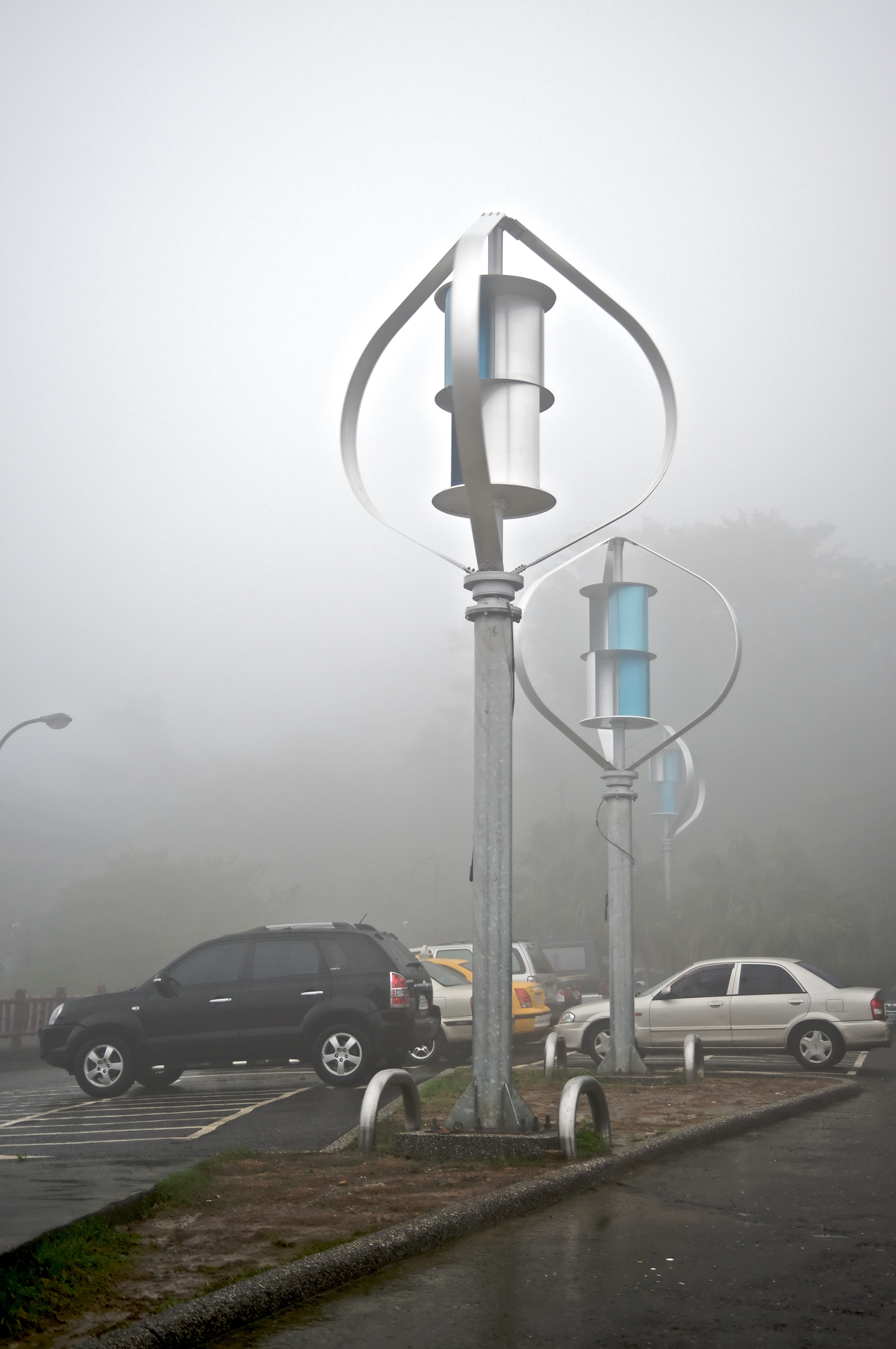
Hybride Darrieus-Savonius windturbine in Taiwan (2009).

Een Savonius-windturbine is een windturbine met verticale as. Deze vorm van windturbine werd in 1922 uitgevonden door de Finse ingenieur Sigurd J. Savonius. De verschijningsvorm is zeer eenvoudig.

## Werking
Een Savonius-windturbine bestaat meestal uit twee of drie schoepvormige delen die de wind opvangen en van richting doen veranderen waarbij de windenergie wordt overgebracht naar de verticale as. De schoepen hebben minder weerstand voor de wind aan de ronde kant dan aan de open kant. Door dit verschil zal de molen gaan draaien in de richting van de minste weerstand.

## Overwegingen
Omdat het draaien door het verschil in weerstand wordt veroorzaakt is de efficiëntie niet erg groot vergeleken met andere vormen van windturbines. Ze kunnen door de verticale constructie ook alleen laag bij de grond worden geplaatst waar de windsnelheid niet het grootst is. Ze zijn echter goedkoop en betrouwbaar, en draaien in elke windrichting zodat richtmechanismen niet nodig zijn.
Uit het grote schoepenoppervlak (totaal groter dan het geprojecteerde rotoroppervlak) resulteren een hoog gewicht (meer materiaalinhoud ten opzichte van een geringe opbrengst) en een hoge belasting bij storm.
Niet alleen de schoepen zelf staan bloot aan grote wisselende belastingen door de steeds wisselende aanstroming, maar de kracht van de wind op de rotor in totaal wisselt sterk, zowel in windrichting als ook dwars daarop, met daaruit voortvloeiende belasting van de totale constructie. De gemiddelde dwarskracht ten gevolge van het magnuseffect ligt in dezelfde orde van grootte als de stromingsweerstand van de rotor. Onbalans kan gereduceerd worden, wanneer meerdere tegenover elkaar verdraaide trappen toegepast worden, of als het gehele profiel helixvormig gedraaid is. Dat verhoogt echter de complexiteit en bouwkosten van de constructie.
Onbalans kan echter ook door vervorming ontstaan bij sterke stroming, als het ontwerp niet voldoende stabiel is, wat al bij rotoren vanaf ongeveer 25 m² ook praktisch niet meer haalbaar is. Kleinere rotorafmetingen met stromingsversterkende eindvlakken kunnen dit verhelpen.

## Toepassingen
De anemometer is een voorbeeld van een kleine Savonius-windturbine.
De “Windwokkel” is een helixvormige variant van de Savonius-windturbine. Hierdoor lijkt hij veel op het gelijknamige zoutje. Door de helixvorm is deze gelijkmatiger in zijn roterende beweging en is daardoor minder onderhevig aan wisselende belastingen. Dit type wordt tegenwoordig veel gebruikt voor kleinschalige opwekking.
Een nieuwe ontwikkeling is een hybride vorm: een combinatie van een Savonius-turbine met een Darrieus-turbine.
Dit combineert de voordelen van beide, waarbij de Savonius-turbine (met schoepen), die reeds bij lage windsnelheden begint te draaien, de Darrieus-turbine (met rotorbladen), op gang brengt.
De meest voorkomende toepassing van de Savonius-windturbine is de Flettner Ventilator zoals die vaak te zien is bovenop bestelwagens of bussen en die voor koeling zorgt. Deze ventilator werd ontwikkeld door de Duitse vliegtuigingenieur Anton Flettner rond 1920. Het combineert een Savonius-windturbine met een ventilator. Dit type ventilatoren wordt nog steeds geproduceerd door Flettner Ventilator Limited.
De Savonius-rotor kan ook met horizontaal liggende draaias uitgevoerd worden, bijvoorbeeld in de geconcentreerde stromingen aan dakranden.

## Voordelen
- Hoog koppel vanaf stilstand, vooral bij drie (of meer) in plaats van twee schoepen, of bij twee 90° gedraaid boven elkaar geplaatste schoepenparen.
- Onafhankelijk van de windrichting, geen krui-inrichting nodig.
- Al bij lage windsnelheden toepasbaar (vanaf 2–3 m/s).
- Nauwelijks waarneembare draaigeluiden.
- Hoge tolerantie tegen turbulentie: is bestand tegen abrupte veranderingen in windrichting, zware buien (tot ongeveer +50% windsnelheid), deze worden, door zijn massatraagheid vereffend, en hebben geen invloed op het rendement.
- Hoge tolerantie tegen afwijkingen van de ideale vorm, daarom eenvoudig te bouwen.

## Toepassingen
- Aanvankelijk in de scheepsbouw voor ventilatie voor bemannings- en vrachtruimen, later ook bij transportvoertuigen (treinwagons, bestelwagens, bussen enz.), hier Flettner-ventilatoren genoemd.
- Waterpompen, irrigatie, zwembadfilters
- Persluchtopwekking
- Reclamedragers
- Opstarthulp voor Darrieus-rotoren.
- De uitvinder en naamgever van de rotor wilde diens dwarskracht, op basis van het Magnus-Effect, voor de aandrijving van schepen benutten, zoals bij de Flettner-rotor, maar zonder de daar noodzakelijke hulpaandrijving voor de rotatie. Aan de wind is met een weerstandcoëfficiënt van ongeveer 1 echter niet te zeilen.